# Ebion
Ebion (Ἐβίον) – według niektórych tekstów źródłowych założyciel judeochrześcijańskiej wspólnoty ebionitów.
Jest bardzo wątpliwe, by postać ta rzeczywiście istniała, choć jako założyciela ebionitów wymienia go kilku ojców Kościoła – imię "Ebion" stanowi prawdopodobnie błędne wyjaśnienie pochodzenia nazwy "ebionici". Nazwa ta pojawia się po raz pierwszy u Ireneusza z Lyonu [Adv. Haer., I, XXVI, 2], jednak bez wyjaśnienia znaczenia.
Jako pierwszy wzmiankował o Ebionie Tertulian [De Praescr., XXXIII; De Carne Chr., XIV, 18). Po Tertulianie nazwę ebionitów wyprowadzali od Ebiona m.in. św. Hipolit Rzymski [zob. Pseudo-Tert., Adv. Haer., III – jest to relacja z zaginionego pisma Hipolita Syntagma], św. Hieronim [Comm. in Gal., III, 14], Epifaniusz [Haeres., XXX]. Epifaniusz podaje nawet pewne szczegóły z życia Ebiona – miał on narodzić się w osadzie Cochabe w Baszan, podróżować po Azji i odwiedzić Rzym. Św. Hieronim podaje z kolei fragmenty, których autorem miał być rzekomo Ebion.
Już od XIX w. większość historyków odrzuca istnienie Ebiona. Nazwę ebionitów za Orygenesem [Contr. Cels. II, 1] powszechnie wywodzi się z hebrajskiego słowa ebjonim, "ubodzy".